# Antiprismă decagonală
În geometrie antiprisma decagonală este a opta dintr-o familie infinită de antiprisme formate dintr-un număr par de fețe triunghiulare dintre două fețe poligonale de capăt.
Dacă toate fețele sale sunt poligoane regulate, este un poliedru semiregulat cu indicele uniform U77g.
În cazul unei baze regulate cu 10 laturi, de obicei se consideră cazul în care copia sa este răsucită cu un unghi de 18°. O regularitate suplimentară se obține când dreapta care leagă centrele bazelor este perpendiculară pe planele bazelor, făcându-o antiprismă dreaptă. Ca fețe, are cele două baze decagonale, conectate prin 20 triunghiuri isoscele.

## Mărimi asociate
Pentru o antiprismă cu baza decagonală regulată cu latura a, înălțimea h, aria A și volumul se pot calcula cu relațiile:
{\displaystyle h={\sqrt {1-{\frac {\sec ^{2}{\frac {\pi }{20}}}{4}}}}\,a\approx 0,86397\,a\,,}
{\displaystyle A=5\left(\cot {\frac {\pi }{10}}+{\sqrt {3}}\right)\,a^{2}\approx 24,048672\,a^{2},}
{\displaystyle V={\frac {5}{6}}{\sqrt {4\cos ^{2}{\frac {\pi }{20}}-1}}\,{\frac {\sin {\frac {3\pi }{20}}}{\sin ^{2}{\frac {\pi }{10}}}}\,a^{3}\approx 6,749288\,a^{3}.}

## Poliedre înrudite
| Familia antiprismelor n-gonale uniforme | Familia antiprismelor n-gonale uniforme | Familia antiprismelor n-gonale uniforme | Familia antiprismelor n-gonale uniforme | Familia antiprismelor n-gonale uniforme | Familia antiprismelor n-gonale uniforme | Familia antiprismelor n-gonale uniforme | Familia antiprismelor n-gonale uniforme | Familia antiprismelor n-gonale uniforme | Familia antiprismelor n-gonale uniforme | Familia antiprismelor n-gonale uniforme | Familia antiprismelor n-gonale uniforme | Familia antiprismelor n-gonale uniforme | Familia antiprismelor n-gonale uniforme | Familia antiprismelor n-gonale uniforme |
| --------------------------------------- | --------------------------------------- | --------------------------------------- | --------------------------------------- | --------------------------------------- | --------------------------------------- | --------------------------------------- | --------------------------------------- | --------------------------------------- | --------------------------------------- | --------------------------------------- | --------------------------------------- | --------------------------------------- | --------------------------------------- | --------------------------------------- |
| Imagine poliedru                        |                                         |                                         |                                         |                                         |                                         |                                         |                                         |                                         |                                         |                                         |                                         | ...                                     | Antiprismă apeirogonală                 |                                         |
| Imagine pavare sferică                  |                                         |                                         |                                         |                                         |                                         |                                         |                                         |                                         |                                         |                                         |                                         | Imagine pavare plană                    |                                         |                                         |
| Configurația vârfului n.3.3.3           | 2.3.3.3                                 | 3.3.3.3                                 | 4.3.3.3                                 | 5.3.3.3                                 | 6.3.3.3                                 | 7.3.3.3                                 | 8.3.3.3                                 | 9.3.3.3                                 | 10.3.3.3                                | 11.3.3.3                                | 12.3.3.3                                | ...                                     | ∞.3.3.3                                 |                                         |

### Poliedru dual

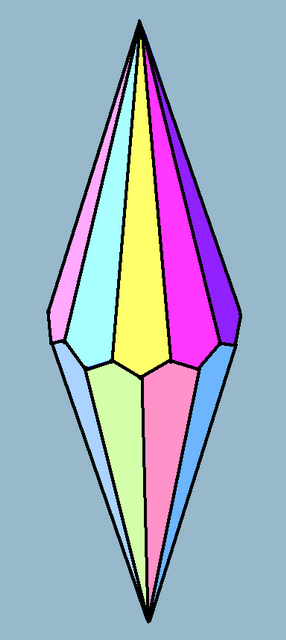
Dual: trapezoedru decagonal

Poliedrul dual este trapezoedrul decagonal.